# 4th Conference of the International Woman Suffrage Alliance
Fourth Conference of the International Woman Suffrage Alliance var en internationell konferens som ägde rum i Amsterdam i Nederländerna 15-21 juni 1908. Konferensen arrangerades av International Woman Suffrage Alliance. Bulgarien, Schweiz och Sydafrika accepterades nu som medlemmar. 